# Championnats des États-Unis de ski alpin
Les Championnats des États-Unis de ski alpin sont une compétition créée par l'U.S. Ski & Snowboard (en).

## Format de la compétition
Ces championnats ont débuté par la descente en 1933 pour les hommes, suivie en 1935 par le slalom et le combiné. Les épreuves dames ont débuté en 1938.
Chaque année, une ou plusieurs stations canadiennes organisent les épreuves, généralement à partir du mois de mars après la fin des épreuves de Coupe du Monde. Chaque titre se dispute sur une épreuve unique. Il arrive que certaines épreuves (principalement parmi celles de vitesse), soient annulées en raison des conditions météo ou de la qualité de la neige.
Les 5 disciplines de la compétition sont :
- Descente
- Super géant à partir de 1987
- Slalom géant à partir de 1952
- Slalom
- Super-Combiné

## Palmarès des 5 épreuves

### Hommes
| Année                                   | Station                                 | Descente                                | Super-G                                 | Slalom géant                              | Slalom                                  | Combiné                                 |
| Les données manquantes sont à compléter |                                         |                                         |                                         |                                           |                                         |                                         |
| 1933                                    | Warren (New Hampshire)                  | Henry S Woods                           |                                         |                                           |                                         |                                         |
| 1934                                    | Estes Park                              | JJ Duncan                               |                                         |                                           |                                         |                                         |
| 1935                                    | Seattle                                 | Hannes Schroll                          |                                         |                                           | Hannes Schroll                          | Hannes Schroll                          |
| 1936                                    | non organisés                           | non organisés                           | non organisés                           | non organisés                             | non organisés                           | non organisés                           |
| 1937                                    | Sun Valley                              | Dick Durrance                           |                                         |                                           | Dick Durrance                           | Dick Durrance                           |
| 1938                                    | Stowe                                   | Ulrich Beutter                          |                                         |                                           | Ed Meservey                             | Ulrich Beutter                          |
| 1939                                    | Portland (Oregon)                       | Dick Durrance / Toni Matt               |                                         |                                           | Dick Durrance / Friedl Pfeifer          | Dick Durrance                           |
| 1940                                    | Sun Valley                              | Dick Durrance                           |                                         |                                           | Dick Durrance / Friedl Pfeifer          | Dick Durrance                           |
| 1941                                    | Aspen                                   | William Redlin / Toni Matt              |                                         |                                           | William Redlin / Dick Durrance          | William Redlin / Toni Matt              |
| 1942                                    | Yosemite                                | Barney McLean / Martin Fopp             |                                         |                                           | Barney McLean                           | Barney McLean / Alf Engen               |
| 1943-1945                               | non organisés                           | non organisés                           | non organisés                           | non organisés                             | non organisés                           | non organisés                           |
| 1946                                    | Franconia                               | Stece Knowlton                          |                                         |                                           | Dick Novitz                             | Barney McLean                           |
| 1947                                    | Snowbasin                               | Karl Molitor                            |                                         |                                           | Karl Molitor                            | Karl Molitor                            |
| 1948                                    | Sun Valley                              | Jack Reddish                            |                                         |                                           | Jack Reddish                            | Jack Reddish                            |
| 1949                                    | Whitefish                               | Yves Latreille                          |                                         |                                           | George Macomber                         | George Macomber                         |
| 1950                                    | Sun Valley                              | Jim Griffith                            |                                         |                                           | Jack Reddish                            | Jack Reddish / Ernie McCulloch          |
| 1951                                    | Whitefish / Sun Valley                  | Jack Nagel / Ernie McCulloch            |                                         |                                           | Jack Nagel / Ernie McCulloch            |                                         |
| 1952                                    | Stowe / Alta                            | Dick Buek / Ernie McCulloch             |                                         | Gale Spence                               | Jack Reddish                            | Jack Reddish                            |
| 1953                                    | Aspen / Stowe                           | Ralph Miller                            |                                         | William Tibbits                           | Ralph Miller / Stein Eriksen            | Ralph Miller                            |
| 1954                                    | Aspen                                   | Dick Buek                               |                                         |                                           | Chiharu Igaya                           | Chiharu Igaya                           |
| 1955                                    | Franconia / North Conway / Stevens Pass | Chiharu Igaya                           |                                         | Martin Strolz / Jack Nagel / Ralph Miller | Ralph Miller                            | Chiharu Igaya                           |
| 1956                                    | Squaw Valley                            | William Woods                           |                                         | Christain Pravada                         | Tom Corcoron                            | William Woods                           |
| 1957                                    | Aspen                                   | Bud Werner                              |                                         | Toni Sailer                               | Tom Corcoron                            | Tom Corcoron                            |
| 1958                                    | Snowbasin                               | Wiliam Smith                            |                                         | Stanley Harwood                           | Charles Ferries                         | Gary Vaughn / Frank Brown               |
| 1959                                    | Aspen                                   | Bud Werner                              |                                         | Bud Werner                                | Bud Werner                              | Bud Werner                              |
| 1960                                    | Alta                                    | Oddvar Ronnestad                        |                                         | Chiharu Igaya                             | Jim Heuga                               | Oddvar Ronnestad                        |
| 1961                                    |                                         |                                         |                                         | Gordon Eaton                              | Rod Hebron                              | Rod Hebron                              |
| 1962                                    | Solitude                                | Dave Gorsuch                            |                                         | Jim Gaddis                                | Bill Barrier                            | Dave Gorsuch                            |
| 1963                                    | Alyeska                                 | William Marolt                          |                                         | Bud Werner                                | Charles Ferries                         | Bud Werner                              |
| 1964                                    | Winter Park                             | Ni Orsi Jr.                             |                                         | Billy Kidd \| Bill Marolt                 | Gordon Eaton                            |                                         |
| 1965                                    | Crystal Mountain                        | Loris Werner                            |                                         | Bill Marolt                               | Rod Hebron                              | Peter Duncan                            |
| 1966                                    | Stowe                                   | Peter Rohr                              |                                         | Jean-Claude Killy                         | Guy Périllat                            | Guy Périllat                            |
| 1967                                    | Missoula                                | Denis McCoy                             |                                         | Dumeng Giovanoli                          | Jim Heuga                               | Dumeng Giovanoli                        |
| 1968                                    |                                         | Scott Henderson                         |                                         | Rick Chaffee                              | Rick Chaffee                            | Scott Henderson                         |
| 1969                                    |                                         | Spider Sabich                           |                                         | Hank Kashiwa                              | Bob Cochran                             |                                         |
| 1970                                    |                                         | Rod Taylor                              |                                         | Tyler Palmer                              | Bob Cochran                             | Billy McKay                             |
| 1971                                    |                                         | Bob Cochran                             |                                         | Otto Tschudi                              | Bob Cochran                             | Bob Cochran                             |
| 1972                                    |                                         | Steve Lathrop                           |                                         | Terry Palmer                              | Jim Hunter                              | Bob Cochran                             |
| 1973                                    |                                         | Bob Cochran                             |                                         | Masayoshi Kashiwagi                       | David Currier                           | David Currier                           |
| 1974                                    |                                         |                                         |                                         | Cary Adgate                               | Bob Cochran                             | Cary Adgate                             |
| 1975                                    |                                         | Andy Mill                               |                                         | Phil Mahre                                | Steve Mahre                             | Greg Jones                              |
| 1976                                    |                                         | Greg Jones                              |                                         | Cary Adgate                               | Geoff Bruce                             | Cary Adgate                             |
| 1977                                    |                                         |                                         |                                         |                                           |                                         | Cary Adgate                             |
| 1978 - 1984                             | Les données manquantes sont à compléter | Les données manquantes sont à compléter | Les données manquantes sont à compléter | Les données manquantes sont à compléter   | Les données manquantes sont à compléter | Les données manquantes sont à compléter |
| 1985                                    |                                         |                                         |                                         |                                           |                                         | Tiger Shaw                              |
| 1986                                    | Copper Mountain                         | Doug Lewis                              |                                         |                                           |                                         | Tiger Shaw                              |
| 1987                                    |                                         | Doug Lewis                              | Tiger Shaw                              | Felix McGrath                             | Bob Ormsby                              | Tiger Shaw                              |
| 1988                                    |                                         |                                         |                                         |                                           |                                         | Tiger Shaw                              |
| 1989                                    | Crested Butte                           | Jeff Olson                              | Tommy Moe                               | Kyle Wieche                               | Felix McGrath                           | Bill Hudson                             |
| 1990                                    | Crested Butte                           |                                         |                                         | Tommy Moe                                 |                                         | Kyle Wieche                             |
| 1991                                    | Crested Butte                           | AJ Kitt                                 | AJ Kitt                                 | Alain Feutrier                            | Joe Levins                              | Joe Levins                              |
| 1992                                    | Winter Park                             |                                         | Erik Schlopy                            | Erik Schlopy                              |                                         | Toni Standteiner                        |
| 1993                                    |                                         |                                         |                                         |                                           |                                         | Chris Puckett                           |
| 1994                                    |                                         |                                         |                                         |                                           |                                         | Jeremy Nobis                            |
| 1995                                    | Snowbasin / Park City                   | AJ Kitt                                 | -                                       | Daron Rahlves                             | Matthew Grosjean                        | Paul Casey Puckett                      |
| 1996                                    | Sugarloaf                               | Chad Fleischer                          | Kyle Rasmussen                          | Daron Rahlves                             | Chip Knight                             | Chris Puckett                           |
| 1997                                    | Sugarloaf                               | Tommy Moe                               | Tommy Moe                               | Sacha Gros                                | Martin Tichy                            | Chris Puckett                           |
| 1998                                    | Jackson                                 | Ed Podivinsky                           | -                                       | Bode Miller                               | Sacha Gros                              | Dane Spencer                            |
| 1999                                    | Ogden                                   | Chad Fleischer                          | Jakub Fiala                             | J. Andrew Martin                          | Sacha Gros                              | Dane Spencer                            |
| 2000                                    | Jackson                                 | Christopher Puckett                     | Daron Rahlves                           | Paul Casey Puckett                        | Erik Schlopy                            | Paul Casey Puckett                      |
| 2001                                    | Big Mountain                            | Daron Rahlves                           | Erik Schlopy / Paul Casey Puckett       | -                                         | Erik Schlopy                            | Paul Casey Puckett                      |
| 2002                                    | Squaw Valley / Sugar Bowl               | -                                       | Marco Sullivan                          | Thomas Vonn                               | Bode Miller                             | Bode Miller                             |
| 2003                                    | Whiteface                               | Steven Nyman                            | Bode Miller                             | Erik Schlopy                              | Bode Miller                             | Bode Miller                             |
| 2004                                    | Alyeska                                 | Bryon Friedman                          | Daron Rahlves                           | James Cochran                             | James Cochran                           | Bryon Friedman                          |
| 2005                                    | Mammoth Mountain                        | Steven Nyman                            | Daron Rahlves                           | Erik Schlopy                              | Ted Ligety                              | Ted Ligety                              |
| 2006                                    | Sugarloaf                               | Bode Miller                             | Daron Rahlves                           | Bode Miller                               | Ted Ligety                              | Ted Ligety                              |
| 2007                                    | Alyeska                                 | Marco Sullivan                          | Bode Miller                             | Ted Ligety                                | Jimmy Cochran                           | Ted Ligety                              |
| 2008                                    | Sugarloaf                               | Thomas Lanning                          | Kevin Francis                           | Tim Jitloff                               | Jimmy Cochran                           | Jimmy Cochran                           |
| 2009                                    | Alyeska                                 | Marco Sullivan                          | annulé                                  | Tim Jitloff                               | David Chodounsky                        | Tim Jitloff                             |
| 2010                                    | Aspen / Lake Placid                     | Travis Ganong                           | Travis Ganong                           | Tommy Ford                                | Tommy Ford                              | Tommy Ford                              |
| 2011                                    | Aspen / Winter Park                     | Dustin Cook                             | Tommy Ford                              | Tommy Ford                                | Colby Granstrom                         | Tommy Ford                              |
| 2012                                    | Aspen / Winter Park                     | Louis-Pierre Helie                      | Dustin Cook                             | Robbie Kelley                             | Tommy Ford                              | Tommy Ford                              |
| 2013                                    | Copper Mountain / Squaw Valley          | Jared Goldberg                          | Travis Ganong                           | Tim Jitloff                               | Ted Ligety                              | Will Brandenburg                        |
| 2014                                    | Copper Mountain / Squaw Valley          | Bryce Bennett                           | -                                       | Tim Jitloff                               | David Chodounsky                        |                                         |
| 2015                                    | Sugarloaf                               | Wiley Maple                             | Drew Duffy                              | Tim Jitloff                               | David Chodounsky                        | David Chodounsky                        |
| 2016                                    | Sun Valley                              | -                                       | Tim Jitloff                             | Kieffer Christianson                      | David Chodounsky                        | Brennan Rubie                           |
| 2017                                    | Sugarloaf                               | -                                       | Ryan Cochran-Siegle                     | Hig Roberts                               | AJ Ginnis                               | Kipling Weisel                          |
| 2018                                    | Sun Valley                              | -                                       | Ryan Cochran-Siegle                     | Tommy Ford                                | Hig Roberts                             | Ryan Cochran-Siegle                     |
| 2019                                    | Waterville Valley                       | -                                       | -                                       | Ryan Cochran-Siegle                       | Luke Winters                            | Luke Winters                            |
| 2020                                    | Copper Mountain                         | Romed Baumann                           | Simon Jocher                            | River Radamus                             | Luke Winters                            | -                                       |
| 2021                                    | Aspen                                   | Thomas Biesemeyer                       | River Radamus                           | Tobias Kogler                             | Benjamin Ritchie                        | Luke Winters                            |
| 2022                                    | Sugarloaf                               | Jared Goldberg                          | annulé                                  | George Steffey                            | Jett Seymour                            | -                                       |
| 2023                                    | Sun Valley                              | -                                       | Kyle Negomir                            | Tommy Ford                                | Jett Seymour                            | -                                       |
| 2024                                    | Sun Valley                              | -                                       | River Radamus                           | River Radamus                             | Luke Winters                            | -                                       |
| 2025                                    | Vail                                    | -                                       | Luke Winters                            | River Radamus                             | Benjamin Ritchie                        | -                                       |

### Femmes
| Année                                   | Station                                 | Descente                         | Super-G                 | Slalom géant            | Slalom                                     | Combiné                          |
| Les données manquantes sont à compléter |                                         |                                  |                         |                         |                                            |                                  |
| 1938                                    | Stowe                                   | Marian McKean                    |                         |                         | GC Lindley                                 | Marian McKean                    |
| 1939                                    | Portland (Oregon)                       | Elizabeth Woolsey                |                         |                         | Doris Friedrich / Erna Steuri              | Betty Woolsey / Erna Steuri      |
| 1940                                    | Sun Valley                              | GC Lindley                       |                         |                         | Nancy Reynolds                             | Marilyn Shaw                     |
| 1941                                    | Aspen                                   | Nancy Reynolds / Gretchen Fraser |                         |                         | Marilyn Shaw                               | Nancy Reynolds / Gretchen Fraser |
| 1942                                    | Yosemite                                | Shirley McDonald / Clarita Heath |                         |                         | Gretchen Fraser                            | Shirley McDonald / Clarita Heath |
| 1943-1945                               | non organisés                           | non organisés                    | non organisés           | non organisés           | non organisés                              | non organisés                    |
| 1946                                    | Franconia                               | Paula Kahn                       |                         |                         | Rhona Wurtele                              | Rhona Wurtele                    |
| 1947                                    | Snowbasin                               | Rhoda Wurtele                    |                         |                         | Olivia Ausoni                              | Rhona Wurtele                    |
| 1948                                    | Sun Valley                              | Jannette Burr                    |                         |                         | Anne Winn                                  | Suzzone Harris                   |
| 1949                                    | Whitefish                               | Andrea Mead-Lawrence             |                         |                         | Andrea Mead-Lawrence                       | Andrea Mead-Lawrence             |
| 1950                                    | Sun Valley                              | Jannette Burr                    |                         |                         | Norma Godden / Georgette Thiollière-Miller | Lois Woodworth                   |
| 1951                                    | Whitefish / Sun Valley                  | Katy Rodolph                     |                         |                         | Katy Rodolph                               | Katy Rodolph                     |
| 1952                                    | Stowe / Alta                            | Andrea Mead-Lawrence             |                         | Rhona Gillis            | Andrea Mead-Lawrence                       | Andrea Mead-Lawrence             |
| 1953                                    | Aspen / Stowe                           | Katy Rodolph                     |                         | Andrea Mead-Lawrence    | Katy Rodolph                               | Katy Rodolph / Sally Neidlinger  |
| 1954                                    | Aspen                                   | Nancy Banks                      |                         |                         | Jill Kinmont                               | Nancy Banks                      |
| 1955                                    | Franconia / North Conway / Stevens Pass | Andrea Mead-Lawrence             |                         | Jannette Burr           | Andrea Mead-Lawrence                       | Andrea Mead-Lawrence             |
| 1956                                    | Squaw Valley                            | Katherine Cox                    |                         | Sally Deaver            | Sally Deaver                               | Katherine Cox                    |
| 1957                                    | Aspen                                   | Linda Meyers                     |                         | Noni Foley              | Sally Deaver                               | Madi Springer Miller             |
| 1958                                    | Snowbasin                               | Beverly Anderson                 |                         | Beverly Anderson        | Beverly Anderson                           | Beverly Anderson                 |
| 1959                                    | Aspen                                   | Beverly Anderson                 |                         | Beverly Anderson        | Linda Meyers                               | Linda Meyers                     |
| 1960                                    | Alta                                    | Nancy Green                      |                         | Anne Heggtveit          | Anne Heggtveit / Nancy Holland             | Elizabeth Greene                 |
| 1961                                    |                                         |                                  |                         | Nancy Holland           | Linda Meyers                               | Nancy Holland                    |
| 1962                                    | Solitude                                | Sharon Pecjak                    |                         | Tammy Dix               | Linda Meyers                               | Linda Meyers                     |
| 1963                                    | Alyeska                                 | Jean Saubert                     |                         | Jean Saubert            | Sandra Shellworth                          | Starr Walton                     |
| 1964                                    | Winter Park                             | Jean Saubert                     |                         | Jean Saubert            | Jean Saubert                               | Jean Saubert                     |
| 1965                                    | Crystal Mountain                        | Nancy Green                      |                         | Nancy Green             | Nancy Green                                | Nancy Green                      |
| 1966                                    | Stowe                                   | Madeleine Wuilloud               |                         | Florence Steurer        | Marielle Goitschel                         | Florence Steurer                 |
| 1967                                    | Missoula                                | Nancy Green                      |                         | Sandra Shellworth       | Penny McCoy                                | Karen Budge                      |
| 1968                                    |                                         | Ann Black                        |                         | Marilyn Greene          | Judy Nagel                                 | Judy Nagel                       |
| 1969                                    |                                         | Ann Black                        |                         | Barbara Cochran         | -                                          | -                                |
| 1970                                    |                                         | Ann Black                        |                         | Susie Corrock           | Patty Boydstun                             | Rosie Fortna                     |
| 1971                                    |                                         | Cheryl Bechdolt                  |                         | Laurie Kreiner          | Barbara Cochran                            | Judy Crawford                    |
| 1972                                    |                                         | Stephanie Forrest                |                         | Sandra Poulsen          | Marilyn Cochran                            | Stephanie Forrest                |
| 1973                                    |                                         | Cindy Nelson                     |                         | Debi Handley            | Lindy Cochran                              | Marilyn Cochran                  |
| 1974                                    |                                         | -                                |                         | Marilyn Cochran         | Susie Patterson                            | -                                |
| 1975                                    |                                         | Gail Blackburn                   |                         | Becky Dorsey            | Cindy Nelson                               | Becky Dorsey                     |
| 1976                                    |                                         | Susie Patterson                  |                         | Lindy Cochran           | Cindy Nelson                               | Viki Fleckenstein                |
| 1977                                    |                                         | -                                |                         | Becky Dorsey            | Christin Cooper                            | -                                |
| 1978                                    |                                         | Cindy Nelson                     |                         | Becky Dorsey            | Becky Dorsey                               | -                                |
| 1979                                    |                                         | Irene Epple                      |                         | Jannette Burr           | Cindy Nelson                               | -                                |
| 1980                                    |                                         | Cindy Nelson                     |                         | Christin Cooper         | Christin Cooper                            | -                                |
| 1981                                    |                                         | Holly Flanders                   |                         | Tamara McKinney         | Cindy Nelson                               | -                                |
| 1982                                    |                                         | Cindy Oak                        |                         | -                       | Tamara McKinney                            | -                                |
| 1983                                    |                                         | Pam Fletcher                     |                         | Tamara McKinney         | Tamara McKinney                            | -                                |
| 1984                                    |                                         | Lisa Wilcox                      |                         | Christin Cooper         | Tamara McKinney                            | Eva Twardokens                   |
| 1985                                    |                                         | Holly Flanders                   |                         | Eva Twardokens          | Ann Melander                               | Eva Twardokens                   |
| 1986                                    | Copper Mountain                         | Hilary Lindh                     |                         | Beth Madsen             | Tamara McKinney                            | Beth Madsen                      |
| 1987                                    |                                         | Pam Fletcher                     | Pam Fletcher            | Debbie Armstrong        | Tamara McKinney                            | Pam Fletcher                     |
| 1988                                    |                                         | Pam Fletcher                     | Pam Fletcher            | Monique Pelletier       | Tamara McKinney                            | Monique Pelletier                |
| 1989                                    | Crested Butte                           | Hilary Lindh                     | Kristin Krone           | Kyle Wieche             | Tamara McKinney / Diann Roffe Steinrotter  | Kristin Krone                    |
| 1990                                    | Crested Butte                           | Lucie Laroche                    | Krista Schmidinger      | Kristi Terzian          | Monique Pelletier                          | Julie Parisien                   |
| 1991                                    | Crested Butte                           | Megan Gerety                     | Julie Parisien          | Eva Twardokens          | Eva Twardokens                             | Wendy Fisher                     |
| 1992                                    | Winter Park                             | Kate Pace                        | Diann Roffe Steinrotter | Diann Roffe Steinrotter | Diann Roffe Steinrotter                    | Hilary Lindh                     |
| 1993                                    |                                         | Lindsey Roberts                  | Picabo Street           | Diann Roffe Steinrotter | Kristi Terzian                             | Julie Parisien                   |
| 1994                                    |                                         | Picabo Street                    | Shannon Nobis           | Eva Twardokens          | Kristi Terzian                             | Melanie Turgeon                  |
| 1995                                    | Snowbasin / Park City                   | Megan Gerety                     | -                       | Heidi Voelker           | Kristina Koznick                           | Carrie Sheinberg                 |
| 1996                                    | Sugarloaf                               | Picabo Street                    | Picabo Street           | Jennifer Collins        | Kristina Koznick                           | Kirsten Clark                    |
| 1997                                    | Sugarloaf                               | Hilary Lindh                     | Hilary Lindh            | Carrie Sheinberg        | Kristina Koznick                           | Carrie Sheinberg                 |
| 1998                                    | Jackson                                 | Kirsten Clark                    | -                       | Sarah Schleper          | Kristina Koznick                           | Julie Parisien                   |
| 1999                                    | Ogden                                   | Kirsten Clark                    | Kathleen Monahan        | Alexandra Shaffer       | Alexandra Shaffer                          | Kathleen Monahan                 |
| 2000                                    | Jackson                                 | Kirsten Clark                    | Kirsten Clark           | -                       | Caroline Lalive                            | Caroline Lalive                  |
| 2001                                    | Big Mountain                            | Kirsten Clark                    | Jonna Mendes            | Jonna Mendes            | Sarah Schleper                             | -                                |
| 2002                                    | Squaw Valley / Sugar Bowl               | -                                | Caroline Lalive         | Jonna Mendes            | Sarah Schleper                             | Caroline Lalive                  |
| 2003                                    | Whiteface                               | Julia Mancuso                    | Julia Mancuso           | Julia Mancuso           | Kristina Koznick                           | Lindsey Kildow                   |
| 2004                                    | Alyeska                                 | Jonna Mendes                     | Lindsey Kildow          | Libby Ludlow            | Lindsey Kildow                             | Julia Mancuso                    |
| 2005                                    | Mammoth Mountain                        | Jonna Mendes                     | Bryna McCarty           | Julia Mancuso           | Sarah Schleper                             | Julia Mancuso                    |
| 2006                                    | Sugarloaf                               | Kirsten Clark                    | Stacey Cook             | Caitlin Ciccone         | Kaylin Richardson                          | Julia Mancuso                    |
| 2007                                    | Alyeska                                 | Kaylin Richardson                | Julia Mancuso           | Resi Stiegler           | Resi Stiegler                              | Kaylin Richardson                |
| 2008                                    | Sugarloaf                               | Stacey Cook                      | Stacey Cook             | Lauren Ross             | Lindsey Vonn                               | Lindsey Vonn                     |
| 2009                                    | Alyeska                                 | Kaylin Richardson                | annulé                  | Julia Mancuso           | Lindsey Vonn                               | Julia Mancuso                    |
| 2010                                    | Aspen / Lake Placid                     | Leanne Smith                     | Keely Kelleher          | Julia Mancuso           | Sarah Schleper                             | Megan McJames                    |
| 2011                                    | Aspen / Winter Park                     | Julia Ford                       | Julia Mancuso           | Julia Mancuso           | Mikaela Shiffrin                           | Sarah Schleper                   |
| 2012                                    | Aspen / Winter Park                     | Julia Ford                       | Julia Mancuso           | Julia Mancuso           | Mikaela Shiffrin                           | Kiley Staples                    |
| 2013                                    | Copper Mountain / Squaw Valley          | Jacqueline Wiles                 | Laurenne Ross           | Julia Mancuso           | Anna Goodman                               | Katie Hartman                    |
| 2014                                    | Copper Mountain / Squaw Valley          | Jacqueline Wiles                 | -                       | Mikaela Shiffrin        | Marie-Michèle Gagnon                       | -                                |
| 2015                                    | Sugarloaf                               | Julia Ford                       | Alice McKennis          | Nina O'Brien            | Mikaela Shiffrin                           | Megan McJames                    |
| 2016                                    | Sun Valley                              | -                                | Anna Marno              | Mikaela Shiffrin        | Mikaela Shiffrin                           | Galena Wardle                    |
| 2017                                    | Sugarloaf                               | -                                | Laurenne Ross           | Megan McJames           | Resi Stiegler                              | Patricia Mangan                  |
| 2018                                    | Sun Valley                              | -                                | Nina O'Brien            | A J Hurt                | Nina O'Brien                               | A J Hurt                         |
| 2019                                    | Waterville Valley                       | -                                | -                       | Keely Cashman           | Nina O'Brien                               | Nina O'Brien                     |
| 2020                                    | Copper Mountain                         | Breezy Johnson                   | Alice McKennis          | Katie Hensien           | A J Hurt                                   | -                                |
| 2021                                    | Aspen                                   | Laurenne Ross                    | Nina O'Brien            | Lila Lapanja            | Resi Stiegler                              | Lila Lapanja                     |
| 2022                                    | Sugarloaf                               | Isabella Wright                  | annulé                  | Britt Richardson        | Paula Moltzan                              | -                                |
| 2023                                    | Sun Valley                              | -                                | Tricia Mangan           | Paula Moltzan           | Lila Lapanja                               | -                                |
| 2024                                    | Sun Valley                              | -                                | Elisabeth Bocock        | Paula Moltzan           | Madison Hoffman                            | -                                |
| 2025                                    | Vail                                    | -                                | Tricia Mangan           | Elisabeth Bocock        | A J Hurt                                   | -                                |